# ان‌جی‌سی ۱۳۰
ان‌جی‌سی ۱۳۰ (به انگلیسی: NGC 130) یک کهکشان عدسی با قدر ظاهری ۱۵ است که در صورت فلکی ماهی قرار دارد.